# 다가와촌 (이시카와현)
다가와촌(田川村)은 이시카와현 노미군에 있던 촌이다.

## 역사
- 1889년 4월 1일 - 정촌제 시행에 의해 8촌의 구역을 가지고 다가와촌이 성립하였다.
- 1907년 8월 5일 - 다카타촌, 다가와촌, 지하리촌이 합병해 이타즈촌이 성립하였다.

## 교통

### 철도
촌역에 국유철도 호쿠리쿠선(현 호쿠리쿠본선)이 마을을 통과했지만 역은 존재하지 않았다. 또한 메이호역은 미개업

## 참고문헌
- 角川日本地名大辞典 17 石川県